# Peaceful Valley Ranch
 (mars 2020).
Le Peaceful Valley Ranch est un ranch américain situé dans le comté de Billings, dans le Dakota du Nord. Protégé au sein du parc national Theodore Roosevelt, il est inscrit au Registre national des lieux historiques depuis le 13 juillet 1994.